# Schloss Pretzsch

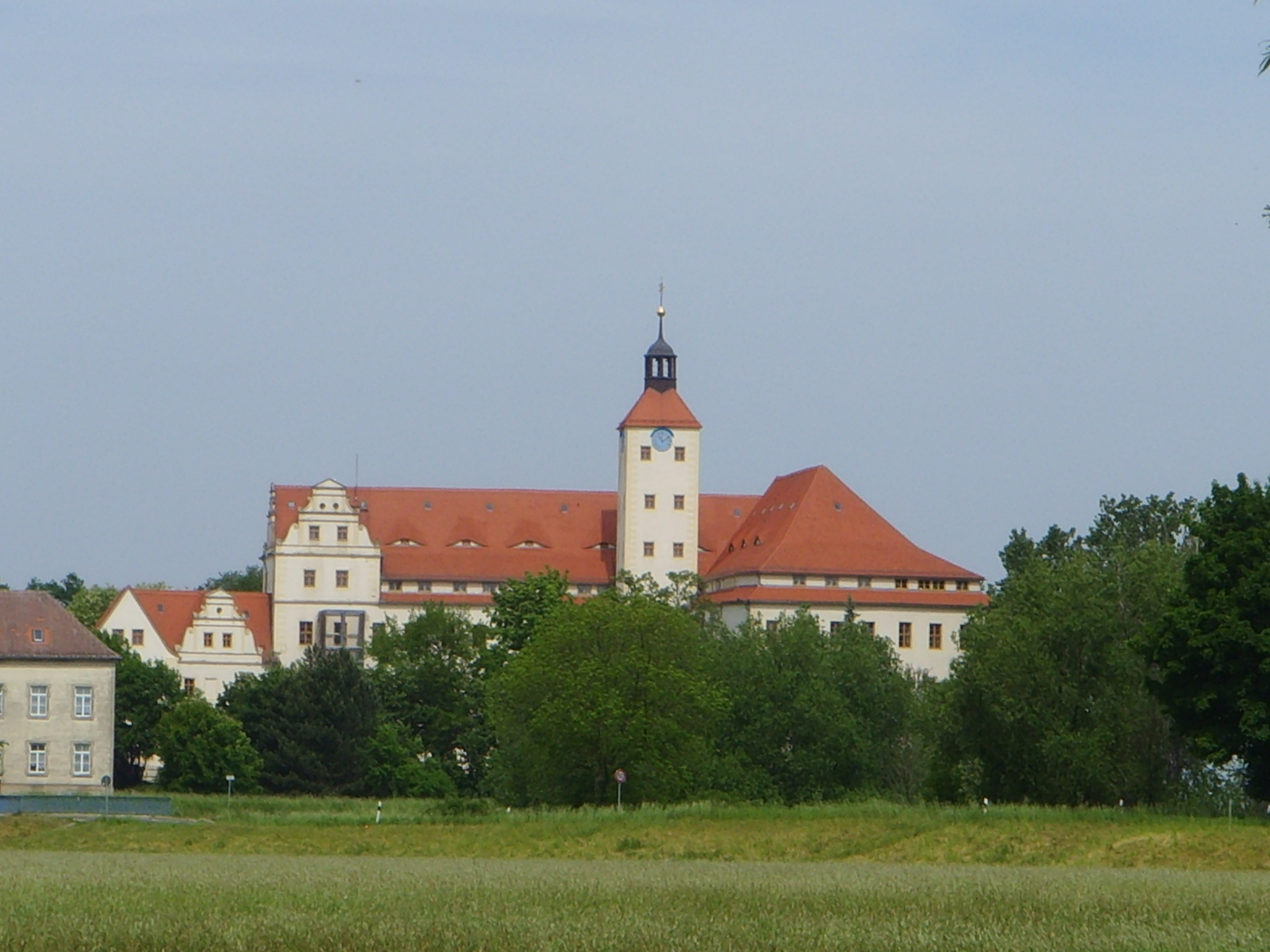
Schloss Pretzsch

Das denkmalgeschützte Schloss Pretzsch befindet sich in Pretzsch, einem Ortsteil der Stadt Bad Schmiedeberg im Landkreis Wittenberg in Sachsen-Anhalt. Schon im Jahr 981 befand sich an Stelle des Schlosses eine Burgstelle, welche ab 1325 ein Lehen des Magnus von Rehfeld-Löser war.

## Geschichte
Im Jahr 1380 erfolgte auf der alten Burgstelle der Neubau einer Burganlage, von welcher heute keine sichtbaren Reste mehr zu finden sind. Unter Hans Löser wurde zwischen 1571 und 1574 anstelle der Burg ein zweiflügeliges Renaissanceschloss errichtet. Zum Ende des Dreißigjährigen Krieges, den das Gebäude fast unbeschadet überstand, erfolgte 1647 der Verkauf der Anlage an Wolf Christoph von Arnim. Dessen Söhne tauschten den Besitz 1689 mit dem damaligen Kurfürsten Johann Georg III. gegen drei Rittergüter ein.

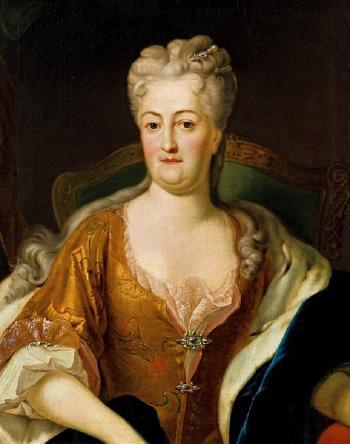
Königin-Kurfürstin Christiane Eberhardine (1671–1727)

In den Jahren 1694 bis zu ihrem Tod 1696 war das Schloss Sitz der Witwe von Johann Georg IV., Eleonore von Sachsen-Eisenach, die hier mit ihren drei Kindern aus erster Ehe lebte. Ihr Schwager, August der Starke, gab das Schloss 1697 seiner Frau Christiane Eberhardine als Leibgedinge, nach der Geburt des Kurprinzen Friedrich August. Christiane Eberhardine, welche den Konfessionswechsel ihres Mannes und später ihres Sohnes nicht akzeptierte, lebte fortan meist auf Schloss Pretzsch. Sie widmete sich in der Einsamkeit von Pretzsch den Werken der Nächstenliebe und einem asketischen Dasein, um zu sühnen, was sie als Unrecht ihres Hauses ansah. Sie ließ aus Angst vor einer Rekatholisierung der Sachsen protestantische Gebetbücher drucken und kostenlos verteilen. In den Augen ihrer Untertanen avancierte sie zur Bewahrerin des lutherischen Glaubens. Bis zu ihrem Tod 1727 erfolgten zahlreiche Baumaßnahmen an der Schlossanlage. Bis 1717 lebte ihre Schwiegermutter Anna Sophie, ebenfalls gläubige Protestantin, mit der sie sich gut verstand, gemeinsam mit ihrer Schwester Wilhelmine Ernestine von der Pfalz, wenige Kilometer elbeaufwärts auf Schloss Lichtenburg.
Ab dem Jahr 1783 diente das Schloss als Wohnung und Büro für den damaligen Oberforst- und Wildmeister Carl Friedrich Pflugk, 1787 abgelöst durch Wilhelm von Budberg. Von 1829 bis 1923 wurde das Gebäude als Mädchenwaisenhaus genutzt und war Teil des Großen Militärwaisenhauses Potsdam. Danach wurde das Schloss als Orgel- und Harmoniumfabrik, Gaststätte und Unterkunft für Kurgäste des Moorbades genutzt. Während des Zweiten Weltkrieges diente es bis 1941 als Grenzpolizeischule, dann als Lazarett und Aufnahmelager für Umsiedler. Seit 1947 befindet sich hier ein Kinderheim.

## Baubeschreibung

### Gebäude

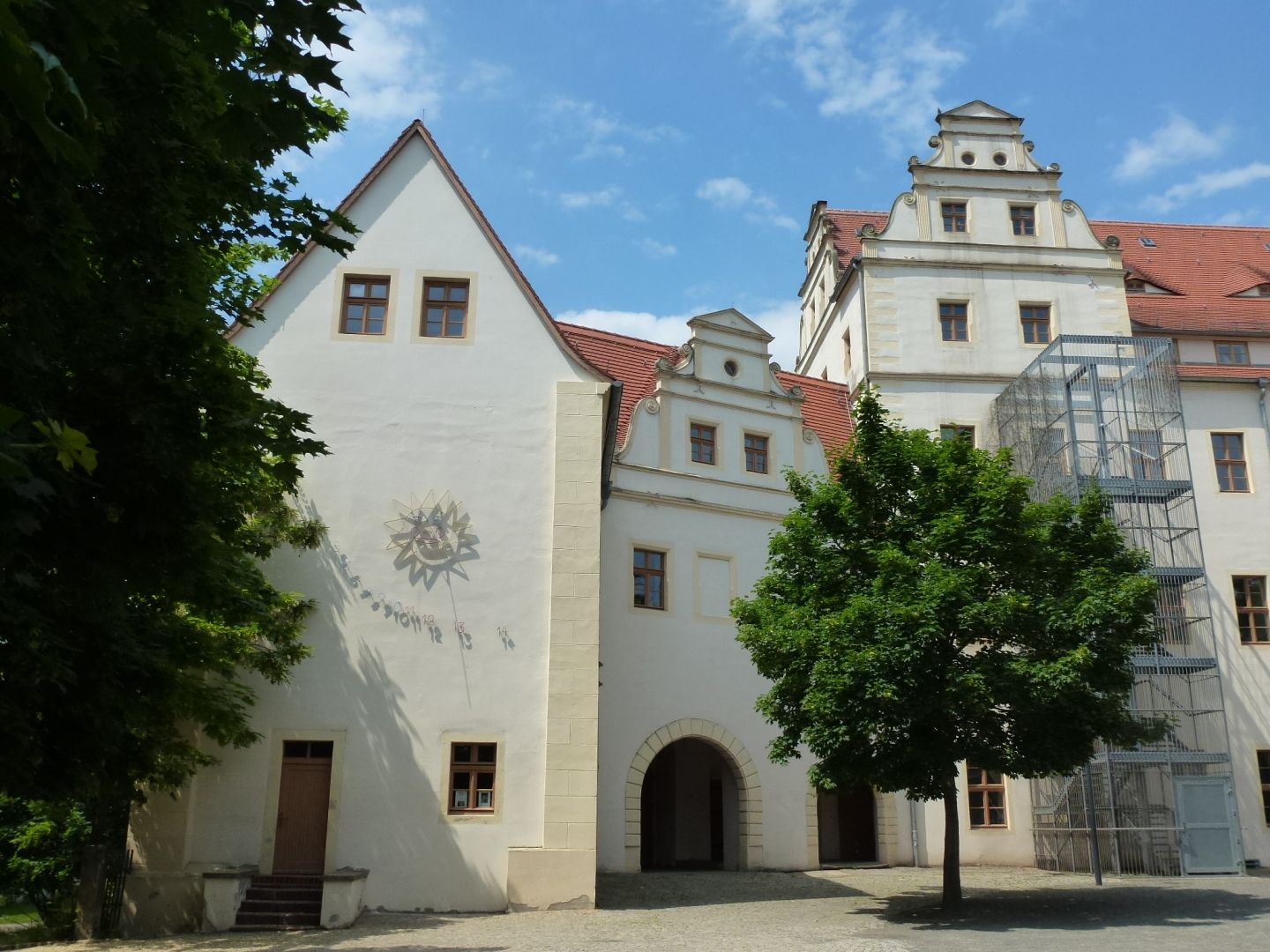
Torhaus Hofseite

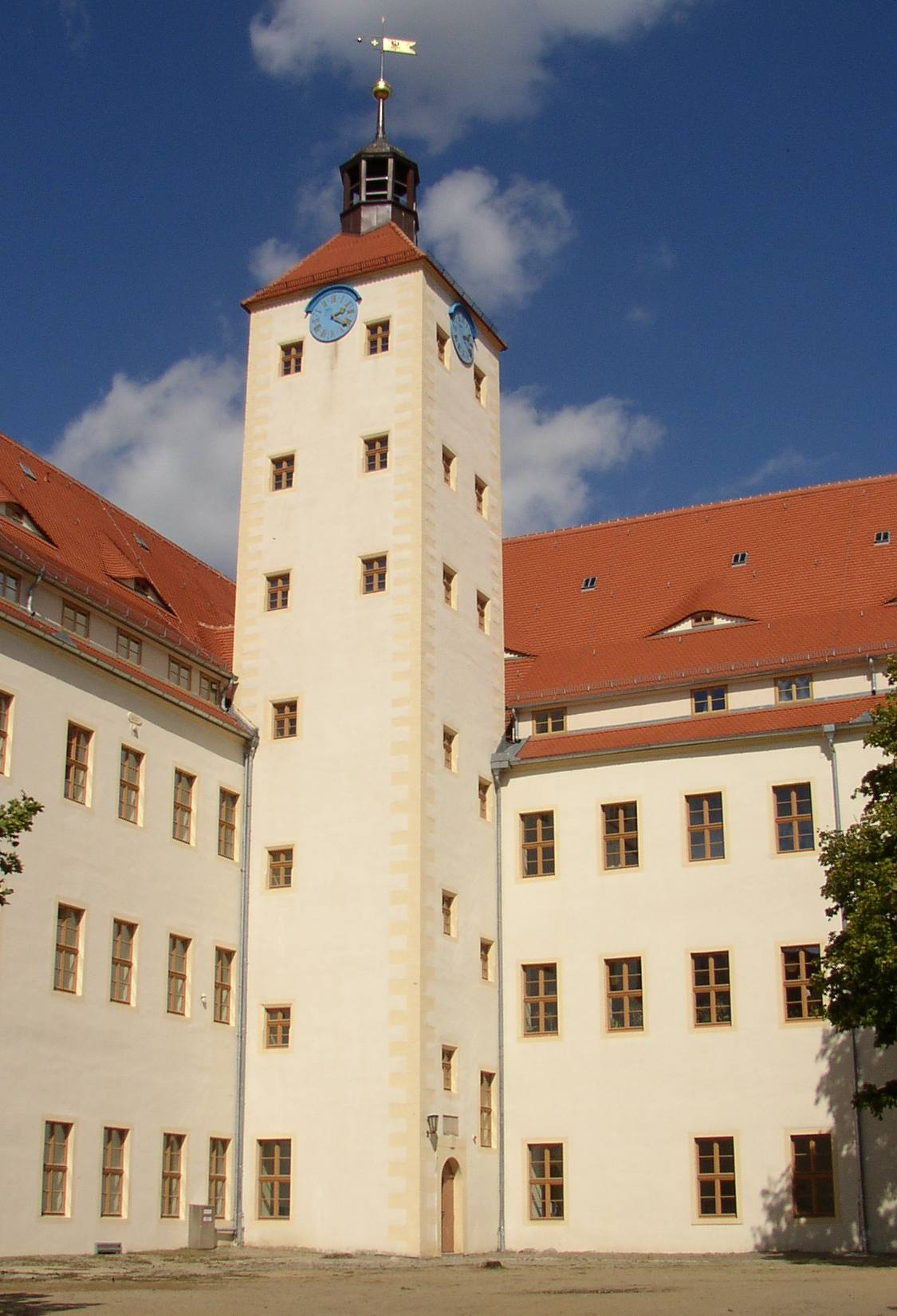
Treppenturm

Das Schloss ist ein verputzter Backsteinbau in den Formen der Sächsischen Renaissance, der in der Epoche des Dresdner Barock ergänzt und umgebaut wurde. Das heutige Aussehen stammt aus der Zeit um 1700, in welcher auch ein Ausbau des Dachgeschosses erfolgte. 
Die ursprünglich von Wassergräben umgebene Schlossanlage besteht aus zwei Flügeln und verfügt über drei Geschosse. Westlich angeschlossen befindet sich ein zweigeschossiges Torhaus mit einem zweiteiligen dorischem Säulenportal. Die Säulen stehen auf diamantierten Postamenten. Zwischen geflügelten Putti sind die Wappen des damaligen Bauherren Hans Löser und seiner Frau Agnes von Bünau angebracht. Mittig davon befindet sich das aus dem Jahr 1647 stammende Allianzwappen von Wolf Christoph von Arnim und Catharina Dorothea, geborene Gräfin von Hoym. Ein quadratischer Treppenturm befindet sich zwischen Nord- und Ostflügel. Über dem Zugang zum Turm ist eine Bauinschrift angebracht.

### Ausstattung
Durch die ab dem Jahr 1829 erfolgte Nutzung der Anlage als Waisenhaus befinden sich nur noch wenige Stücke der Originalausstattung im Gebäude. Dazu zählen unter anderem aus dem Jahr 1574 stammende ornamentierte Konsolen, eine Stuckdecke aus den Jahren 1720 oder 1727 und einige beschlagene Türen. Im Heimatmuseum des Ortes sind drei, mit Arabeskenmalerei versehene Kassetten einer Holzdecke des Schlosses ausgestellt. Diese werden auf das Jahr 1574 datiert. Ebenso befindet sich eine gusseiserne Ofenplatte mit einer Ansicht von Dresden im Heimatmuseum. Ein weiterer Ofen des Schlosses befindet sich heute in der Lutherstube des Lutherhauses in Wittenberg.

### Schlosspark

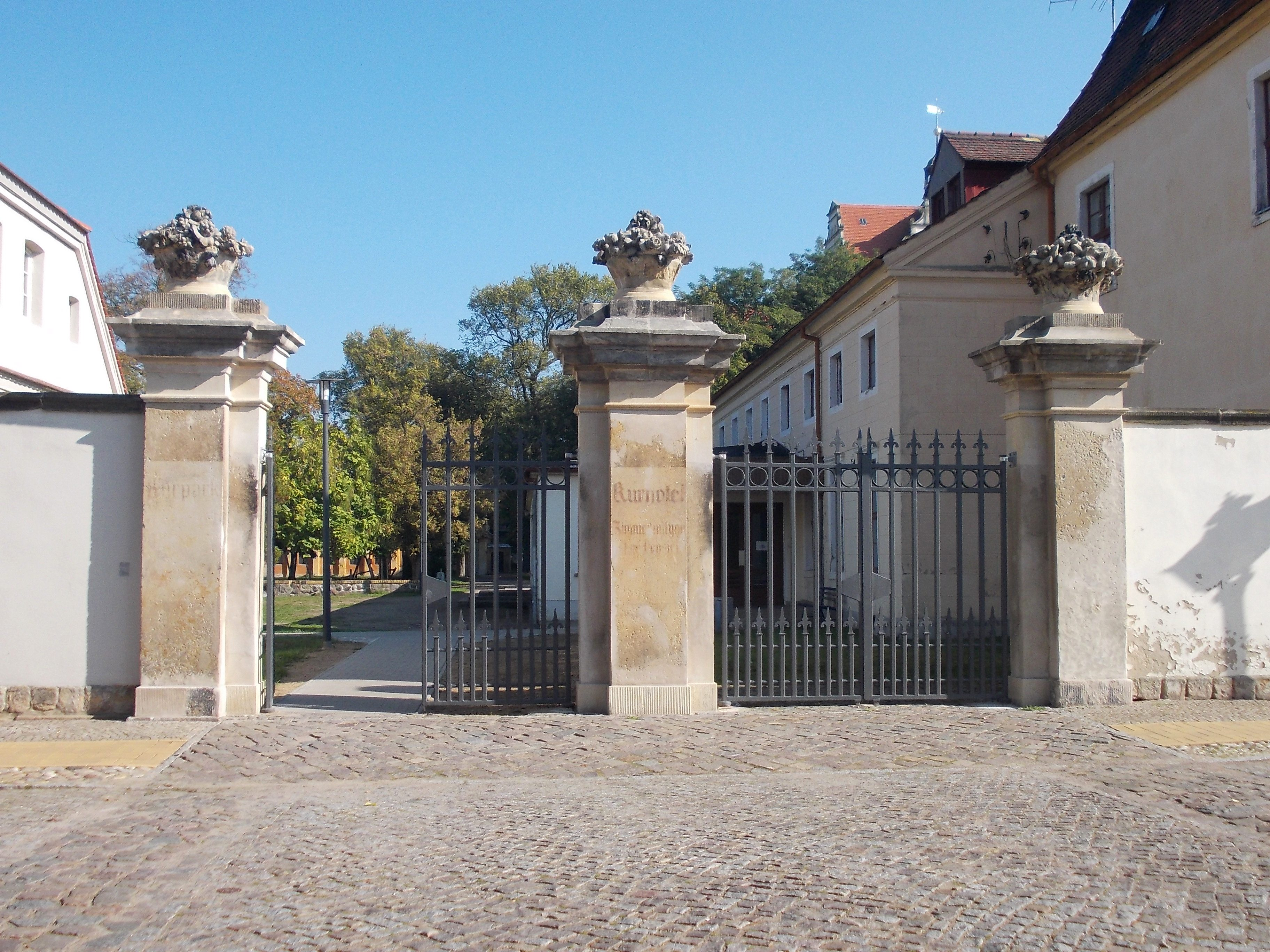
Sandsteinportal Schloss Pretzsch

Der Entwurf des im Jahr 1702 angelegten, und als barocker Lustgarten ausgeführten Schlossparks stammt vermutlich von Matthäus Daniel Pöppelmann. Ab 1727 wurde der unvollendete Park als Obst- und Küchengarten genutzt. Die ehemals langgestreckten Parkgebäude sind heute nur noch in Resten erhalten. Hier handelt es sich um eingeschossige Massivbauten, welche die Gartenflächen umrahmten. Die vier, heute einzeln stehenden Gebäude waren ursprünglich jeweils paarweise in der Mitte durch Pavillons verbunden und dienten als bewohnbares Gartenhaus und Orangerie.
Von den ehemals im Park befindlichen Skulpturen ist nur noch ein aus Sandstein gefertigter, Flöte spielender Putto im Narrenkostüm erhalten geblieben. An der ehemaligen Anlegestelle an der Elbe sowie am Eingang von der Stadt zum Schlosshof befinden sich Sandsteinportale zum Park. 1798 erfolgte eine Umgestaltung zum Landschaftspark.